# Вільян-де-Тордесільяс
Вільян-де-Тордесільяс (ісп. Villán de Tordesillas) — муніципалітет в Іспанії, у складі автономної спільноти Кастилія-і-Леон, у провінції Вальядолід. Населення — 140 осіб (2010).
Муніципалітет розташований на відстані близько 170 км на північний захід від Мадрида, 16 км на захід від Вальядоліда.

## Демографія
Динаміка населення (INE ):